# نارینه آراکلیان
نارینه روبرتی آراکلیان ( انگلیسی: Narine Arakelian؛ زادهٔ ۱۳ مهٔ ۱۹۷۹) هنر معاصر و تهیه‌کننده تلویزیونی ارمنی‌تبار اهل روسیه است.

## زندگی‌نامه
وی در ۱۳ مه ۱۹۷۹ در تیندا، سیبری به دنیا آمد و در سال ۲۰۱۵ از انستیتو دولتی سوریکوف، مسکو فارغ‌التحصیل گشت.  وی عضو اتحادیه هنرمندان روسیه می‌باشد.

## آثار برجسته
- The “Cast Iron Pots and Pans” Public Intervention Art
- The “L'illusion du Marriage” Performance Art
- The “Lighthouse” Environmental Art
- The “Initiation” Installation Art